# Fehéröves cinegeasztrild
A fehéröves cinegeasztrild (Nesocharis ansorgei) a madarak osztályának verébalakúak (Passeriformes) rendjébe, ezen belül a díszpintyfélék (Estrildidae) családjába tartozó faj.

## Rendszerezése
A fajt Ernst Hartert német ornitológus írta le 1899-ben, a Pytelia nembe Pytelia ansorgei néven.

## Előfordulása
Afrika középső részén, Burundi, a Kongói Demokratikus Köztársaság, Ruanda, Tanzánia és Uganda területén honos.
Természetes élőhelyei a szubtrópusi és trópusi síkvidéki esőerdők és cserjések, lápok,  mocsarak, folyók és patakok környékén. Állandó, nem vonuló faj.

## Megjelenése
Testhossza 10 centiméter. A hím feje és torka fekete. Fehér nyakörve a mell felső részéig ér. A mell zöldessárga, a has kékesszürke. A szárnyfedők, a hát és a farcsík olajzöld. A szárny tollai zöldes szegélyű feketék. A farktollak és a csőr fekete, az alsó káva kékes árnyalatú. A szem sötétbarna. A tojó melle kékesszürke.

## Természetvédelmi helyzete
Az elterjedési területe nagyon nagy, egyedszáma pedig stabil. A Természetvédelmi Világszövetség Vörös listáján nem fenyegetett fajként szerepel.